# Stellepipona ochraceotincta
Stellepipona ochraceotincta är en stekelart som beskrevs av Giordani Soika 1987. Stellepipona ochraceotincta ingår i släktet Stellepipona och familjen Eumenidae. Inga underarter finns listade i Catalogue of Life.